# Антоновка (Дубьонський район)
Анто́новка (рос. Антоновка, ерз. Антоновка) — присілок у складі Дубьонського району Мордовії, Росія. Входить до складу Поводимовського сільського поселення.

## Населення
Населення — 106 осіб (2010; 154 у 2002).
Національний склад (станом на 2002 рік):
- ерзяни — 97 %